# دانيال ويتفيلد
دانيال ويتفيلد (بالإنجليزية: Daniel Whitfield)‏ هو عسكري أمريكي، (ولد في نيوآرك في الولايات المتحدة 1821  م).